# Louis-Furcy Grognier (homme politique)
Pour les articles homonymes, voir Louis Furcy Grognier.
Louis-Furcy Grognier, maire d'Aurillac, président de la Société Cantalienne est né en 1787 à Aurillac, du deuxième mariage en 1785 de Antoine Grognier, premier huissier audiencier au tribunal d'Aurillac, et de Suzanne Combe. 

Il est décédé le 3 mai 1863 à Aurillac après avoir fait un legs important à l'hôpital municipal et à la ville, ainsi qu'une bibliothèque de 4000 volumes.

## Biographie

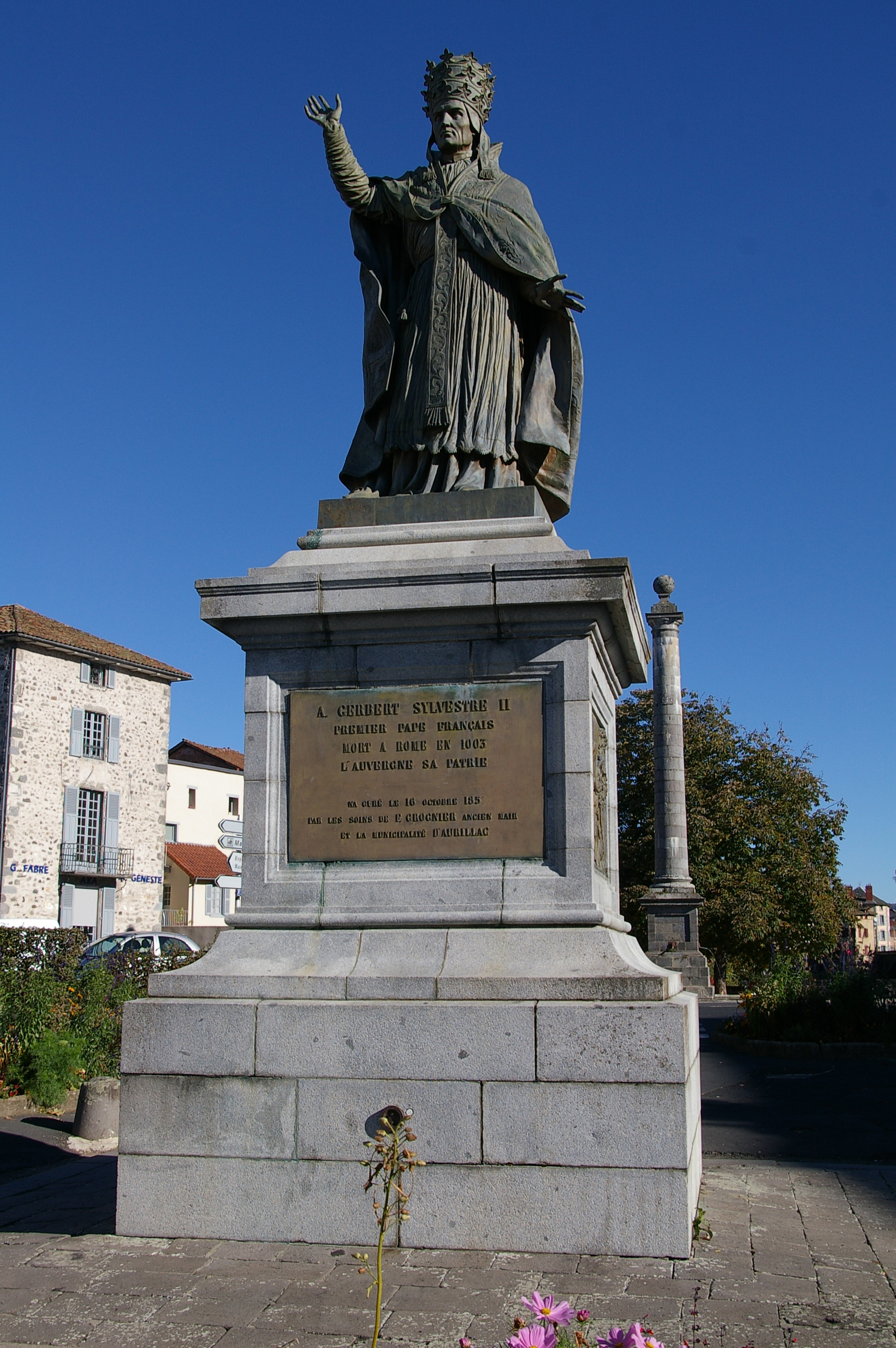
Statue de Sylvestre II érigée à Aurillac

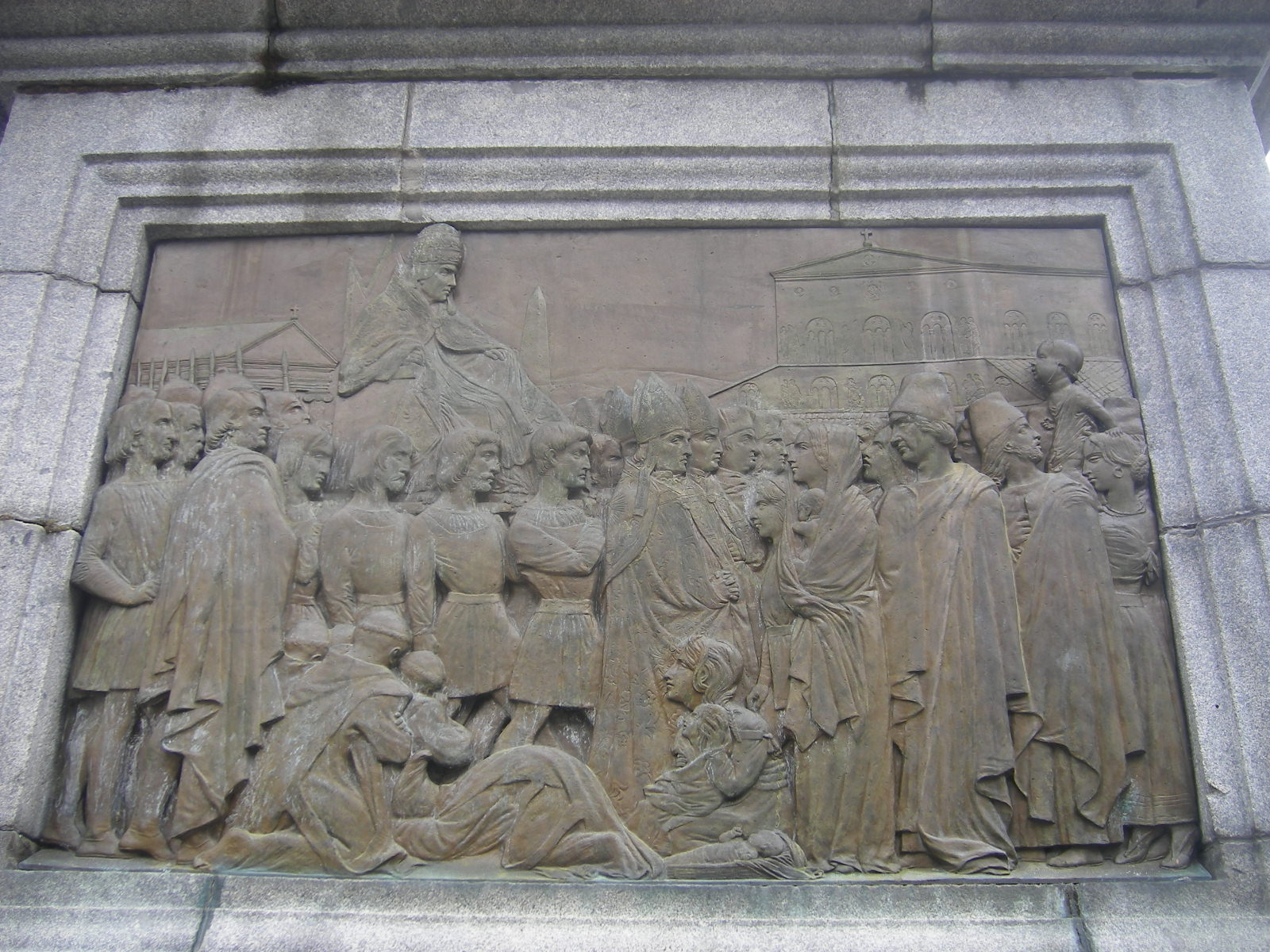
Le bas-relief où David d'Anger a donné son visage à un personnage

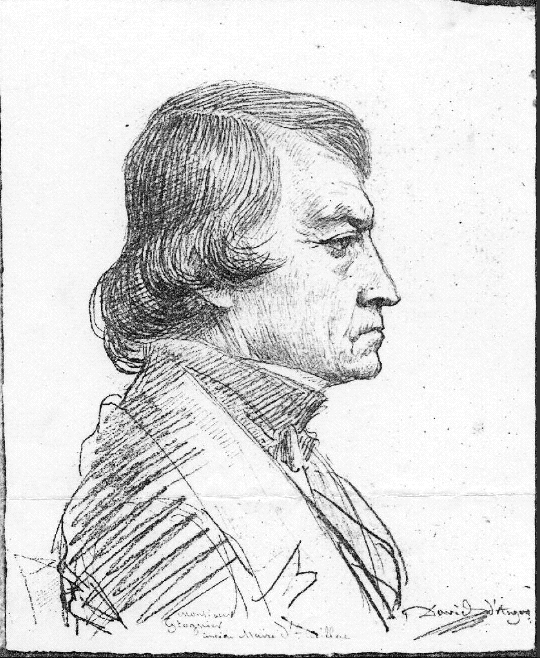
Portrait par David d'Angers

Avocat, puis juge suppléant, Louis-Furcy Grognier ne doit pas être confondu avec son demi-frère Louis-Furcy Grognier (naturaliste) qui fut le premier directeur de l'École vétérinaire de Lyon. Comme lui, il a été l'animateur de sociétés savantes, en particulier la Société Cantalienne qui participait au mouvement général, initié par la Société des Antiquaires de France, afin de rédiger dans chaque département un Dictionnaire statistique, topographique, historique et politique.
Il a lancé lancé la souscription publique de 40 000 francs pour faire réaliser par le sculpteur David d'Angers une statue de Gerbert d'Aurillac. L'artiste avait donné son visage à l'homme noble qui est représenté sur l'un des bas-reliefs, tandis que l'homme bon représentait celui du Docteur Civiale.
En même temps qu'il réhabilitait le souvenir du pape Gerbert, il faisait racheter par la commune le château Saint-Étienne dont il lance la restauration et l'agrandissement dans le style ... du Palais des papes d'Avignon. Conçu et réalisé par l'architecte diocésain Jules Lisch (Besançon 10 juin 1828-24 août 1910 Paris), le projet ne sera inauguré qu'en 1880.
Il a aussi entrepris de restaurer la chapelle d'Aurenque, pour en faire un mémorial d'une attaque repoussée par la ville au  XVIe siècle.
Conscient de la difficulté qu'avaient les communes rurales à recruter des maîtres pour leurs écoles, il crée un institut de formation des maîtres qu'il confie aux Frères des écoles chrétiennes et qu'il installe au château Saint-Étienne.
Admirateur de Frédéric Ozanam qu'il connaissait, il a favorisé la création d'une congrégation de Sœurs de Saint Vincent de Paul, afin de dispenser des soins gratuits aux familles pauvres.
On possède deux portraits de lui, l'un au crayon par David d'Angers, l'autre à l'huile par Eloy Chapsal.

## Œuvres
- Notice historique sur le Comte de Fargues [Jean-Joseph de Méallet de Fargues (1777-1818)], député et maire de Lyon, (mentionné par Joseph-Marie Quérard, Félix Bourquelot, Alfred Maury, in La littérature française contemporaine. 1827-1849.  Continuation de la France littéraire, Paris, Didot, 1852, notice sur lui, volume IV, p. 177-178, note.
- Aux habitants d'Aurillac, au sujet de l'opposition administrative à une souscription en faveur des officiers polonais résidents à Aurillac, 1833, par L.F. Grognier, in-8°. Aurillac, imp. Thibaud-Landriot, 12 p. AD15
- Règlement pour la Société de Bienfaisance mutuelle Saint-Vincent-de-Paul établie à Aurillac le 1er mai 1843, L.F. Grognier, Aurillac, in-8°. imp. Picut
- "Préface" au Dictionnaire statistique, ou Histoire, description et statistique du département du Cantal